# (43) Ariadne
(43) Ariadne – planetoida z pasa głównego planetoid.

## Odkrycie
Została odkryta 15 kwietnia 1857 roku w Oksfordzie przez Normana Pogsona. Nazwa planetoidy pochodzi od Ariadne w mitologii greckiej córki króla Krety Minosa, która pomogła Tezeuszowi wydostać się z labiryntu.

## Orbita
(43) Ariadne okrąża Słońce w ciągu 3 lat i 99 dni w średniej odległości 2,20 j.a. Planetoida należy do rodziny planetoidy Flora nazywanej też czasem rodziną Ariadne.